# 久永拓馬
久永拓馬（ひさなが たくま）は日本の財務官僚。

## 来歴
東京大学法学部卒業。2004年 財務省入省（主計局総務課）。2007年6月 シカゴ大学へ留学。2013年6月 理財局国有財産企画課長補佐として法令を担当した。2022年7月17日 国際局国際機構課課長補佐兼国際局開発機関課開発企画官。2023年7月7日 金融庁企画市場局総務課長補佐兼金融庁企画市場局総務課デジタル・分散型金融企画室長。

## 略歴
- 2004年4月：財務省入省（主計局総務課）[2][3]。
- 2005年5月：主計局主計企画官付（調整係）[3]。
- 2006年：札幌国税局調査査察部。
- 2007年6月：留学（シカゴ大学）。
- 2009年7月：国際局国際機構課企画係長[4]。
- 2010年：国際局国際機構課長補佐 兼 国際局国際機構課通貨基金係長[5]。
- 2011年：三菱商事株式会社。
- 2013年6月：理財局国有財産企画課長補佐。
- 2014年：在インド大使館一等書記官。
- 2017年7月：大臣官房秘書課財務官室課長補佐。
- 2018年7月：国際局開発機関課長補佐。
- 2019年7月：国際局付派遣職員（国際通貨基金（IMF）太平洋局エコノミスト）。
- 2022年7月17日：国際局国際機構課長補佐 兼 国際局開発機関課開発企画官。
- 2023年7月7日：金融庁企画市場局総務課長補佐 兼 金融庁企画市場局総務課デジタル・分散型金融企画室長。